# Espectroscopista
Un espectroscopista és un científic (físic, químic, astrònom…) especialista en les tècniques de l'espectroscòpia (espectroscòpia atòmica, espectroscòpia infraroja, espectroscòpia Raman, ressonància magnètica nuclear, etc.).

## Espectroscopistes destacats
- Anders Jonas Ångström
- Charles Glover Barkla
- Nikolay Basov
- Nicolaas Bloembergen
- Niels Bohr
- Bertram Brockhouse
- Robert Bunsen
- Arthur Compton
- Robert Curl
- Louis de Broglie
- Peter Debye
- Richard R. Ernst
- James Franck
- Roy J. Glauber
- John L. Hall
- Theodor W. Hänsch
- Werner Heisenberg
- Gerhard Herzberg
- Victor Francis Hess
- Antony Hewish
- Dorothy Hodgkin
- Pierre Janssen
- Alfred Kastler
- Gustav Kirchhoff
- Harold Kroto
- Willis Eugene Lamb
- Norman Lockyer
- Hendrik Lorentz
- Theodore Lyman
- Albert Abraham Michelson
- Robert Andrews Millikan
- Edward Morley
- Rudolf Mössbauer
- Max Planck
- Aleksandr Mikhailovich Prokhorov
- Isidor Isaac Rabi
- Sir Chandrasekhara Venkata Raman
- Norman Foster Ramsey, Jr.
- Wilhelm Conrad Röntgen
- Johannes Robert Rydberg
- Martin Ryle
- Arthur Leonard Schawlow
- Kai Siegbahn
- Manne Siegbahn
- Richard Smalley
- Johannes Stark
- Charles Hard Townes
- Joseph von Fraunhofer
- Philipp Eduard Anton von Lenard
- Kurt Wüthrich
- Pieter Zeeman
- Ahmed Zewail